# فران هاك
فران هاك هو لاعب هوكي الجليد كندي، ولد في 4 ديسمبر 1945 في ريغينا ‏.

## وصلات خارجية
- فران هاك على موقع دوري الهوكي الوطني (الإنجليزية)
- فران هاك على موقع قاعة مشاهير الهوكي (لاعب أن.إتش.أل) (الإنجليزية)
- فران هاك على موقع EliteProspects.com (الإنجليزية)
- فران هاك على موقع HockeyDB.com (الإنجليزية)
- فران هاك على موقع Hockey-Reference.com (الإنجليزية)
- فران هاك على موقع أوليمبيديا (الإنجليزية)